# Walter Gams
Walter Gams (* 9. August 1934 in Zürich; † 9. April 2017 in Bomarzo) war ein österreichischer Mykologe.
Er ist der Sohn des Biologen Helmut Gams (1893–1976). Sein offizielles botanisches Autorenkürzel lautet „W. Gams“.

## Leben
Gams promovierte am 19. Mai 1960 an der Universität Innsbruck unter den Auspizien des Bundespräsidenten. Von 1961 bis 1967 arbeitete er an der Zweigstelle der Biologischen Bundesanstalt in Kiel-Kitzeberg unter Klaus H. Domsch an der Arbeit „Pilze aus Agrarböden“. Er habilitierte 1972 an der RWTH Aachen mit der Arbeit „Cephalosporium-artige Schimmelpilze (Hyphomycetes)“. Von 1967 bis 2008 arbeitete er als Wissenschaftler an dem Centraalbureau voor Schimmelcultures in Baarn, später Utrecht.
Von Walter Gams wurde 1995 die gemeinnützige Studienstiftung Mykologie in Köln gegründet, um die wissenschaftliche Arbeit namentlich junger Biologen zu unterstützen, jetzt Studienstiftung für mykologische Systematik und Ökologie in München. Die Studienstiftung finanziert vorwiegend Projekte aus dem Gebiet der Mykologie mit Schwerpunkten Taxonomie, Ökologie und Phytomedizin.
2012 wurde Gams mit der Anton de Bary-Medaille der Deutschen Phytomedizinischen Gesellschaft ausgezeichnet.

## Wirken
Im Rahmen seiner Doktorarbeit „Die Bodenpilze im zentralalpinen Rohhumus“ 1957 entdeckte Walter Gams in Obergurgl einen unbekannten Bodenpilz und hielt diesen in seiner Dissertation unter dem vorläufigen Namen Trichoderma inflatum fest. 1971 beschrieb Gams den Pilz als Tolypocladium inflatum. Unter diesem Namen ging der Pilz als „Cyclosporin A-Produzent“ für den Einsatz in der Transplantationschirurgie in die Medizingeschichte ein. Cyclosporin A ist heute in der Transplantationschirurgie zur Verminderung von Abstoßreaktionen unentbehrlich und wird zumindest bis 2000 aus dem Pilz gewonnen.

## Schriften
- 1967 – Mikroorganismen in der Wurzelregion von Weizen. Berlin. 77 S.
- 1971 – Cephalosporium-artige Schimmelpilze (Hyphomycetes). Jena/Stuttgart. 262 S.
- 1973 – Fungi in agricultural soils (mit Domsch, Klaus Heinz). London. 290 S.
- 1973 – Pilze aus Agrarböden (mit Domsch, Klaus Heinz). Jena/Stuttgart. 222 S.
- 1980 – Compendium of soil fungi (mit Domsch, Klaus Heinz). Eching.
- 1993 – Supplement and corrigendum to the Compendium of soil fungi. Eching. 27 S.
- 2007 – Compendium of Soil Fungi: Taxonomically revised 2nd edition by W. Gams (mit Domsch, Klaus Heinz). Eching. 672 S.
- 2011 – The genera of Hyphomycetes (Keith Seifert, Gareth Morgan-Jones, Walter Gams, Bryce Kendrick). Utrecht, 2011.